# Colin Morgan
Colin Morgan (født 1. januar 1986) er skuespiller fra Armagh, Nordirland, som er bedst kendt for sin hovedrolle som Merlin i BBC-tv-serien Merlin. Colin gik på Integrated College Dungannon og vandt, i løbet af sit tredje år, 'Denis Rooney Associates'-pokalen som belønning for at være den bedste studerende dét akademiske år.   Efter at have modtaget et 'National Diploma in Performing Arts (Acting)' og have studeret på Belfast Institute of Further and Higher Education i 2004, dimitterede han fra Royal Scottish Academy of Music and Drama i 2007.
I november 2010 ærede Belfast Metropolitan College Morgan med prisen 'Award of Distinction' for hans bidrag til skuespillerfaget.

## Karriere
Morgan debuterede på teaterscenen i 2007 i hovedrollen som Vernon Little i DBC Pierre's fortolkning af Vernon God Little.
og som Esteban i teatret Old Vics fortolkning af Pedro Almodóvars Todo sobre mi madre (All About My Mother).
I 2008 medvirkede han som Jimmy Rosario i teatret Young Vics opsætning af Thomas Babes A Prayer For My Daughter. I 2011 spillede han Carlos i Royal Court Theatres opsætning af den columbianske dramaturg Pedro Miguel Rozos skuespil Our Private Life.
I film, medvirkede Morgan som Calum i Island en filmatisering af Jane Rogers' roman Island, og som Cathal
i det irske komediedrama Parked.
Morgan har spillet to mindre tv-roller: John Leary i sketches i The Catherine Tate Show (2007) og Jethro Cane i Doctor Who-afsnittet "Midnight" (2008). Han spillede hovedrollen i BBC-tv-serien Merlin, som blev sat i produktion fra 2008. Han og kollgaen Bradley James rejser ud på flere af Arthur-legenderne i BBC Wales' The Real Merlin & Arthur i 2009.
Han medvirkede også i et BBC Radio-spil Cry Babies af Kim Newman på BBC Radio 4 (marts 2009).

## Udvalgte credits

### Film og tv
| År        | Titel                      | Rolle        | Format     | Notes                          |
| --------- | -------------------------- | ------------ | ---------- | ------------------------------ |
| 2007      | The Catherine Tate Show    | John Leary   | Tv-serie   | Mindre rolle                   |
| 2008      | Doctor Who                 | Jethro Cane  | Tv-serie   | 1 afsnit: "Midnight"           |
| 2008–2012 | Merlin                     | Merlin       | Tv-serie   | Hovedrolle                     |
| 2009      | The Real Merlin and Arthur | Sig selv     | Tv-film    | Akkompanieret af Bradley James |
| 2010      | Parked                     | Cathal       | Film       |                                |
| 2011      | Island                     | Calum        | Spillefilm |                                |
| 2013      | Quirke                     | Jimmy Minor  | Tv-serie   | Sæson 1, afsnit 3              |
| 2013      | The Fall                   | Tom Anderson | Tv-serie   |                                |

### Teater
| År   | Titel                    | Rolle   | Teater                      |
| ---- | ------------------------ | ------- | --------------------------- |
| 2007 | Vernon God Little        | Vernon  | Young Vic Theatre, London   |
| 2007 | All About My Mother      | Esteban | Old Vic, London             |
| 2008 | A Prayer for My Daughter | Jimmy   | Young Vic Theatre, London   |
| 2011 | Our Private Life         | Carlos  | Royal Court Theatre, London |

### Radio
| År   | Titel      | Rolle |
| ---- | ---------- | ----- |
| 2009 | Cry Babies | Roger |

## Priser
| År   | Award                          | Kategori                    | Rolle           | Resultat  |
| ---- | ------------------------------ | --------------------------- | --------------- | --------- |
| 2008 | Variety Club Showbiz Awards    | Outstanding Newcomer        | Merlin i Merlin | Vandt     |
| 2009 | Monte Carlo TV Festival awards | Outstanding Actor (Drama)   | Merlin i Merlin | Nomineret |
| 2010 | Monte Carlo TV Festival awards | Outstanding Actor (Drama)   | Merlin i Merlin | Nomineret |
| 2011 | Monte Carlo TV Festival awards | Outstanding Actor (Drama)   | Merlin i Merlin | Nomineret |
| 2011 | TV Quick Awards                | Best Actor                  | Merlin i Merlin | Nomineret |
| 2012 | TV Quick Awards                | Best Actor                  | Merlin i Merlin | Nomineret |
| 2013 | National Television Awards     | Best Male Drama Performance | Merlin i Merlin | Vandt     |